# Karl-Heinz Wettig

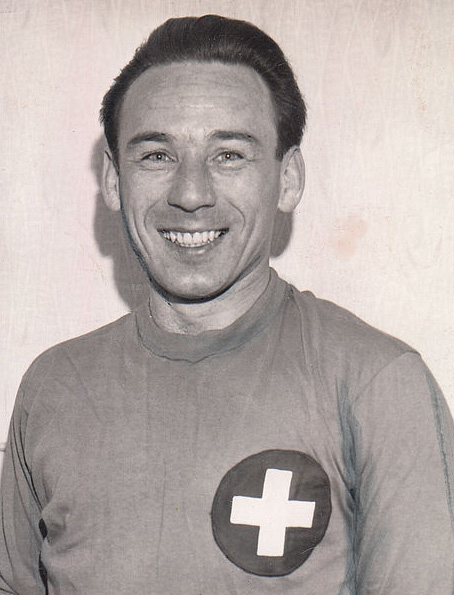
Karl-Heinz Wettig

Karl-Heinz Wettig (* 3. April 1927; † 17. April 2015) war ein deutscher Fußballspieler. Der Offensivspieler absolvierte in der damals erstklassigen Fußball-Oberliga Südwest in den Jahren 1945 bis 1959 289 Ligaspiele mit 124 Toren für die Vereine 1. FSV Mainz 05, 1. FC Kaiserslautern, Phönix Ludwigshafen und Wormatia Worms.

## Karriere

### Spieler
Der beim MTV Mainz 1817 großgewordene Angreifer Karl-Heinz Wettig spielte nach Ende des Zweiten Weltkriegs bis 1950 beim FSV Mainz 05. Belegbare Einsatzdaten sind für die Anfänge der Oberliga Südwest zu den drei Runden 1946 bis 1947/48 aus den dem Artikel zu Grunde liegenden Dokumentationen von Werner Skrentny (Die Geschichte der Oberliga Südwest) und Christian Karn (Von Jahr zu Jahr 1925–2008) nicht zu entnehmen. Deshalb kann auch nicht mit Bestimmtheit festgehalten werden, dass Wettig beim überraschenden 3:1-Heimerfolg am „Fastnachtsamstag“ vor 9.000 Zuschauern gegen die „Walter-Mannschaft“ des 1. FC Kaiserslautern in der sogenannten „Frühjahrsrunde“ 1946/47 (12. Januar 1947 – 8. Juni 1947) aktiv gewesen ist. Im Jenrich-Buch erfährt man, dass Wettig mit Mainz am 28. Juni 1947 ein Freundschaftsspiel im Schwarzwald gegen Schonach ausgetragen hat. Unter Spielertrainer Helmut Schneider belegten die Nullfünfer 1947/48 in einer 14er-Staffel den achten Rang. Auch zu dieser Runde kann man aus den „Wettig-Anekdoten“ aus dem Jenrich-Buch erfahren, dass das „ausgemachte Schlitzohr“ für Mainz im Oberligabetrieb aktiv gewesen war.
Ab der Saison 1948/49 dokumentiert Karn in seinem „Jahr zu Jahr“-Buch, das als das neuerstellte „Vereinsarchiv“ von Mainz 05 gilt, selbstverständlich auch mit den detaillierten Einsatz- und Tordaten von Karl-Heinz Wettig. Zum Rundenverlauf wird notiert, dass der „hochbegabte junge“ Mittel- oder Flügelstürmer in 24 Ligaspielen zwölf der insgesamt 39-Mainzer Tore erzielt hat, womit die Nullfünfer knapp vor der SG Weisenau den achten Rang belegten. Nach Rundenende wurde eine dreiwöchige Norddeutschlandfahrt mit Spielen in Göttingen, Goslar, Helmstedt, Visselhövede, Neumünster, Eutin, Cuxhaven und gegen den SV Werder Bremen durchgeführt.
Zur Runde 1950/51 schloss sich der torgefährliche Flügelstürmer dem Titelverteidiger 1. FC Kaiserslautern an. Unter dem neuen Trainer Richard Schneider absolvierte der Mainzer 16 Ligaspiele und erzielte beim Meisterschaftsgewinn im Südwesten elf Tore. Am 11. November 1950 kam Wettig beim Repräsentativspiel zwischen Südwest und Süddeutschland in Ludwigshafen beim 2:2-Remis vor 62.000 Zuschauern nach 20. Minuten für Fritz Walter zum Einsatz. An der Seite der Torschützen Ottmar Walter (28 Tore) und Werner Baßler (25 Tore), sowie dem herausragenden Spielmacher Fritz Walter, entwickelte sich aber am Ende der Rückrunde beim FCK das Talent des jungen Horst Eckel so rasant, dass Wettig in der erfolgreichen Endrunde um die deutsche Fußballmeisterschaft 1950/51 nicht mehr zum Einsatz kam. Nach nur einem Jahr auf dem Betzenberg unterschrieb er zur Saison 1951/52 einen neuen Vertrag bei Phönix Ludwigshafen.
Bei den Blau-Weißen von „Phönix“ stellte der schnelle und dynamische Mittel- oder Flügelstürmer mit 18 Treffern in 28 Ligaspielen seine imponierende Treffsicherheit unter Beweis, aber mit dem Torverhältnis von 58:56 Treffern belegte sein neuer Verein lediglich den achten Rang. Daraufhin kehrte der gelernte Bäckermeister zur Spielzeit 1952/53 wieder zu Mainz 05 zurück.
Unter Trainer Georg Bayerer erzielte Wettig sofort die meisten Tore für die Nullfünfer, zwölf in 28 Ligaspielen. Im Juni 1953 wurde ein Freundschaftsspiel beim TSV 1860 München ausgetragen, das von einem gemeinsamen Urlaub des FSV-Kaders am Schliersee umrahmt war. Im ersten Trainerjahr von Emil Izsó, 1953/54, gelang der Elf vom Bruchwegstadion am 15. November 1953 mit einem 5:2-Heimerfolg vor 20.000 Zuschauern gegen den 1. FC Kaiserslautern eine Sensation. Gegen die Lauterer, die mit den späteren Weltmeistern Fritz und Ottmar Walter, Horst Eckel und Werner Kohlmeyer angetreten waren, gelangen Wettig drei reguläre Treffer, ein viertes Tor in der Nachspielzeit der ersten Hälfte wurde nicht anerkannt. Als Mainz 1954/55 sich in massiver Abstiegsgefahr befand, Gerd Higi Trainer Izsó ablöste, traf Wettig in 25 Ligaspielen acht Mal. Nach dem gerade noch abgewendeten Abstieg, konnten die Mainzer guten Gewissens ihr 50. Jubiläum feiern, Höhepunkt war ein 2:1-Sieg gegen den englischen FA-Cup-Finalisten Manchester City mit seiner Torhüterlegende Bert Trautmann. Die Nullfünfer beendeten die Saison 1955/56 im sicheren Mittelfeld der Tabelle – ohne Josef Meinhardt und Wettig, dem in 24 Spielen auf Rechtsaußen nochmals elf Tore gelungen waren. Die beiden Routiniers wurden nach einem Eklat in der Spielersitzung suspendiert und mussten den Verein verlassen. Nach 108 Ligaspielen mit 44 Toren von 1952 bis 1956 wechselte Wettig zur Saison 1956/57 für zwei Jahre zu Wormatia Worms. An der Seite von Hans Mechnig kamen in der Nibelungenstadt weitere 38 Oberligaspiele mit 13 Toren hinzu, ehe der 31-jährige Angreifer zur Saison 1958/59 wieder nach Mainz zurückkehrte.
Am Bruchweg konnte er nicht mehr an alte Glanzzeiten anschließen, erzielte aber in 16 Spielen sechs Tore. Ulrich Muhl, Lothar Buchmann, Bernhard Christ und zeitweise Werner Sommer waren Mitstreiter im FSV-Angriff.
Nach insgesamt 289 Spielen in der Oberliga Südwest mit 124 Toren beendete Wettig 1959 seine Spieleraktivität im Südwesten und übernahm als Spielertrainer Xamax Neuchatel in der Schweiz. Er hatte unter Lehrgangsleiter Hennes Weisweiler im Jahr 1958 in Köln mit Kollegen wie Alfred Beck, Gero Bisanz, Zlatko Čajkovski und Georg Stollenwerk erfolgreich die Ausbildung zum Fußballlehrer durchlaufen.

### Trainer
Wettig war Trainer beim SV Weisenau und beim FSV Mainz 05 in der Regionalliga Südwest. Am Bruchweg übernahm er ab dem 17. März 1968 den Übungsleiterposten von Vorgänger Erich Bäumler und übte die Trainingsleitung auch in der Runde 1968/69 aus.
Wettig starb am 17. April 2015 im Alter von 88 Jahren.